# Torna, torna, fratre!
Torna, torna, fratre! (τόρνα, τόρνα, φράτρε) (sau retorna, retorna!) reprezintă un îndemn rostit de către un soldat „în limba părintească” în timpul unei campanii a armatei bizantine împotriva avarilor, în apropierea munților Haemus în anul 587.
Această expresie este acceptată drept protoromână de unii și respinsă de alții. Majoritatea specialiștilor consideră că expresia este posibil cea mai veche mostră a ceea ce era limba română în Antichitatea târzie.

## Consemnările întâmplării
Există două relatări legate de acest episod. Theofilact din Simocatta (570 - 640) povestește în „Istoriile” sale că în timpul unui marș de noapte al armatei bizantine condusă de Comentiolus, unul dintre soldați a observat cum stătea să cadă un sac cu provizii aflat pe un catâr. Vrând să-și atenționeze camaradul, a strigat „în limba băștinașă”: torna, torna! (adică să întoarcă sacul pe catâr). Ceilalți soldați au interpretat acest îndemn ca pe un semnal de alarmă și au început să-l repete cu răcnete din om în om. Atât bizantinii cât și avarii sunt cuprinși de panică, fiecare armată fugind în direcții opuse.
Două secole mai târziu, în lucrarea sa „Cronographia”, Teofan Spovednicul (752 - 817) relatează aceeași poveste într-un mod puțin diferit. Anume, soldatul văzuse povara catârului căzând și rostește „în limba părintească” torna, torna, fratre! (adică să se întoarcă după sacul căzut).

## Opinii și interpretări
Istoricul C. Jireček consideră expresia drept o comandă militară în limba latină. Alți istorici socotesc aceste cuvinte drept o primă mențiune a protoromânei. 
Istoricul G. Brătianu socotește că aceste cuvinte „reprezintă o expresie din limbajul roman, așa cum se formase el în acea epocă în regiunile balcanice și dunărene”; „ele aparțin probabil unuia și celui mai însemnat din substraturile peste care limba noastră [română, n.n.] s-a clădit”. Totodată respinge teoria comenzii militare, întrucât ar fi fost imposibil ca în armată să existe adresări cu termenul mult prea familiar „frate”.